# Sista Bussen
Sista Bussen, skivmärke baserat i Huddinge (Stockholm). Startades 1978 och hade då en gren i Göteborg. De producerade och gav ut musik, med huvudsaklig inriktning på punk och progg. Vissa utgåvor är numera eftersökta rariteter.
1981 delades märket så att göteborgsavdelningen fortsatte i eget namn, Last Buzz.
Sista Bussen var som mest aktiva fram till 1990, och idag är verksamheten mer sporadisk.
Bland skivmärkets artister kan nämnas Sky High, Liket lever med Freddie Wadling, Dom Dummaste, Köttgrottorna, Gudibrallan, Hela Huset Skakar, Stefan Sundström, Läppstars, Slobobans Undergång, Spion 13, Andrew Box & the Shames och Leather Nun.

## Diskografi

### Singlar
- Hela Huset Skakar - Ingenting blir bättre av sig själv / Mammas Städskåp (1978, SB 101)
- Blå Schäfer - Sysselsättningen / Dom är rädda (1979, SB 102)
- Sky High - Red House (1979, SB 103)
- Liket Lever - Levande begravd / Hjärtats slag (1979, SB 104)
- Packet - Kungen / Medaljens baksida (1979, SB 105)
- Hot 8 Kombo - Handkraft / Kroppar (1979, SB 106)
- Trots allt - Undra' vad Mats Olsson skriver idag / 10 i 4 (1979, SB 107)
- Hela Huset Skakar - Ner med Gud / Spring undan borgare (1979, SB 108)
- Alarm Röd - Janne / Felen hos mig själv (1980, SB 109)
- Hasses Med Sussies - Slav / Stat och Kapital (1980, SB 110)
- Sky High - Säg nej... till kärnkraft (1980, SB 111)
- Trots - I natt ska det brinna / Främmande (1981, SB 112)
- Maddepola'm - Tippa tippa / Jag tror jag har de' (1981, SB 113)
- Dom Dummaste - Jesu Kristi 100 krig (1981, SB 114)
- Herr Marmelad & Hans Skorpor - Vår bäste vän / Styrman Karlsson (1982, SB 115)
- Y-front - Den röda tråden / Allt jag vet (1982, SB 116)
- Spion 13 - Tusen och en natt / Ögon med tårar (1982, SB 117)
- Hela Huset Skakar - Frihet / IQ 25 (1982, SB 118)
- Köttgrottorna - Pendeltåg / Pengar (1983, SB 119)
- Kröösa-Maja Rockers - Rebellerna / Hemma på min video (1984, SB 120)
- Köttgrottorna - Jag, idealist / Äventyr (1985, SB 121)
- Köttgrottorna - Människor smakar gott / Elifanten Ylva (1986, SB 122)
- Toby Wass - Resning / Jorden runt (1986, SB 123)
- Köttgrottorna - Yngve & Yxorna / Grottmålningar (1986, SB 124)
- Gudibrallan - Boforsresan / Rod gubbe (1987, SB 125)
- Bröderna Marx - Allo 'allo	(1988, SB 126)
- Lilla huset på prärien - I Köpenhamn / Anden i flaskan (1988, SB 127)
- Stefan Sundström & Apache - Vandrande vajan / Sabina 2 (1989, SB 128)

### EP
- Slobobans Undergång - Maktgalen (1979, SB 201)
- Inge Val - Antiparlamentarisk Rebellrock (1979, SB 202)
- Herr Marmelad & Hans Skorpor - Någonstans i Sverige (1980, SB 203)
- Andrew Box & The Shames - Andrew Box & The Shames (1981, SB 204)
- 3kant - Människor smakar gott (1982, SB 205)
- Trots - Långa näsor (1982, SB 206)
- Lädernunnan - Ensam i natt (1982, SB 207)
- Managing Directors - Life and times (1983, SB 208)
- Genbanken - Blåvita varor (1982, SB 209)
- Köttgrottorna - Mus som mus (1984, SB 210)
- Klägg - Bored to death (1986, SB 211)
- Bröderna Marx - Niklas Jönsson (1989, SB 212)

### Album
- Claes Ekenstam & Sista Bandet - Sista tåget till Tajskent (1979, SB 301)
- Blandade Artister - 302:an från Fullersta (1979, SB 302)
- Hela Huset Skakar - Moralisk Upplösning (1979, SB 303)
- Hausswolff - Bark och ris (1980, SB 304)
- Köttgrottorna - Blodsdans (1986, SB 305)
- Stefan Sundström & Apache - En bärs med Nefertite (1990, SB 306)
- Barndomslandet - Trygghetskontroll (2014, SB 307)

### Kassetter
- Dom Dummaste - Dom dummaste (1980, SB 401)
- Blandade Artister - Mediokra hjärnor (1982, SB 402)
- Hela Huset Skakar - Live på Ultra (1982, SB 403)
- Blandade Artister - Andlig Spiz (1984, SB 404)
- Blandade Artister - Skåpmat (1984, SB 405)
- Hela Huset Skakar - 14 stillsamma visor (1985, SB 406)
- Dödsknarkarna (Tompa Eken) - Dödsknarkarna (1985, SB 407)
- Blandade Artister - Adolfo Knügelhacke (1985, SB 408)
- Defekt - Rock ska va defekt (1986, SB 409)
- Hela baletten - Istället för oss (1986, SB 410, outgiven)
- Läppstars / Sex Epistels - Som en bacchihjälte klädd (1987, SB 411)
- Stefan Sundström & Apache - En renjägares visor (1989, SB 412)
- Blandade Artister - Dom stora hade rätt (1993, SB 413)
- Blandade Artister - 20 års oväsen (1993, SB 414)

### Mini-LP
- Hela Huset Skakar - Lite till (1984, SB 501)

### Texthäfte
- Hela Huset Skakar - Samlade texter 1982-84	(1984, SB 601)

### Dubbelsingel
- Blandade Artister - Ultrakåken (1988, SB 701)

### CD-singel
- Molly - Raj-raj (1993, SB 801)

### CD-album
- Dom dummaste - The backward tapes (1993, SB 901)
- PettersonNyström - Tremolo (1994, SB 902)
- Simon & The Problem Child - Ner med julen (1994, SB 903)
- Hela Huset Skakar - 1976-1995 (1995, SB 904)
- Hela Huset Skakar - Ännu mer (1997, SB 905)
- Vista Hot Stompers - Vista Hot (2001, SB 906)